# ポーカースタジアム
『ポーカースタジアム』はバンダイナムコアミューズメントより発売されたアーケード用ポーカーゲーム。稼働期間は2020年1月22日 - 2022年2月28日。ALL.Net対応で、全国のプレイヤーと対戦可能。バナパスポートカード・Aimeカード、もしくはAmusement IC対応カードによって成績を保存可能。

## 概要
テキサス・ホールデムを題材にしたオンラインポーカーゲーム。アーケードのポーカーゲームはメダルゲームのビデオポーカーとして販売される場合もあり、過去にはオンラインにて対戦可能なテキサス・ホールデムが搭載された『セガネットワークカジノクラブ』が存在したが、本作はメダルの投入・払い出しのないビデオゲームとして稼働している。
コンピュータ側の思考エンジンについてはシルバースタージャパン、サーバー部分についてはシンクロジックが開発している。
2022年2月28日をもって稼働を終了した。

## ルール・システム
プレイモード選択・チップ購入・持ち時間の購入などにはクレジットを消費して購入するPP（プレイポイント）が必要。

### 全国対戦
ゲーム開始時に所持している6000チップを15000チップまで増やすことが目的となる。15000チップを獲得したら勝ち抜けで次セットをプレイできるか選べる（最大2回）。チップが0になった場合もPPを消費して追加購入・継続プレイが可能。最大6人でゲームを行うが、オンライン対戦では勝ち抜けもしくはKOが発生した場合は次のゲーム以降にプレイヤーが補充される。
プレイヤーにはチップのほかに持ち時間が設定されており、プレイヤーの各ラウンドの行動で消費するほか、手札が配られる際にも4秒を消費する。ゲームに勝つ・KOする（オールインした相手に勝利し相手のチップを0にする）・15000チップを獲得し勝ち抜けると持ち時間が増える。持ち時間が無くなった場合にゲームを継続するにはPPを消費して持ち時間の購入が必要。
ゲーム終了時に所持していたチップ量に応じてランクポイントが増減し、プレイヤーが所持しているランクポイントに応じて最大50のランク、およびS,A,B,C,Dのクラスが設定される。
ベットラウンドにおけるベット・チェック・コール・レイズ・フォールド・自分の手札ののぞき見などのゲームに関する操作および定形チャット・過去のゲーム結果閲覧などはタッチパネルで行う。

### 店内対戦
店内のプレイヤーと対戦を行う。参加者が6人に満たない場合はCPUが適宜補充される。ルールは全国対戦と同一だが、ランクポイントの増減は発生しない。

### シングルプレイ
CPU5人を相手に対戦する。ルールは全国対戦と同一だが、店内対戦同様ランクポイントの増減は発生しない。このモードではフォールドした後もCPUの手札や配られる共通カードの内容を検証することができる。

### VIPマッチ
Sクラス(ランク41以上)のプレイヤーのみが参加可能なVIP卓。基本的なルールは全国対戦と同一だが、開始チップが8000、勝ち抜け条件が20000など細かい差異がある。このモードではレーティングポイントが設定され、プレイ内容および他の参加者のレーティングポイントに応じて増減する。レーティングポイントはランクポイントとは別に公式サイトのランキング集計対象となる。

### バトルロイヤル
最大6人のプレイヤーを相手に生き残りを目指す、シット・アンド・ゴー形式のポーカートーナメント。他のプレイヤーのチップをすべて奪い、1位になるとバトルロイヤル勝利勲章が獲得できる。バトルロイヤル勝利回数はランキング集計対象となっており、規定期間のシーズン内での勝利回数に応じて上位プレイヤーに称号が付与される。

### トーナメント
決められた日時に開催されるポーカートーナメント。10000チップを持ってゲーム開始、一定期間ごとにブラインドが上昇する。開始時刻から30分間は何度でもエントリー可能だが、それ以降は途中参加不可。参加プレイヤーには成績に応じて本モード独自のトーナメントポイント付与されるほか、1位になるとトーナメント勝利勲章が獲得できる。バトルロイヤル勝利回数と同様、トーナメントポイントもシーズンごとのランキング集計対象となり、上位プレイヤーに称号が付与される。稀にランク50プレイヤー限定・トーナメント優勝経験者限定など、参加条件が限られた特別トーナメントが開催されることもある。

## 登場キャラクター
- シュン 声：松岡禎丞 誕生日：12月2日
- ミオ 声：小倉唯 誕生日：2月25日
- レイ 声：島﨑信長 誕生日：11月16日
- マリカ 声：斎藤千和 誕生日：8月29日
- ブライアン 声：安元洋貴 誕生日：8月11日
- ノエル 声：高野麻里佳 誕生日：6月27日
- アルバ 声：田中理恵 誕生日：2月5日
- エディ 声：鈴木達央 誕生日：5月12日
- J・J 声：内田真礼 誕生日：10月10日 チュートリアルを担当するディーラーであり、プレイヤーとしては選択不可。

## ジャパンオープンポーカーとのタイアップ
ジャパンオープンポーカーとのタイアップを行っており、規定シーズンの成績上位者にはポーカースタジアム代表プレイヤーとしてジャパンオープンポーカーのメインイベント参加権が付与される。